# Jan van Eu
Jan van Eu (overleden te Eu op 26 juni 1170) was van 1140 tot aan zijn dood graaf van Eu en heer van Hastings. Hij behoorde tot het huis Normandië.

## Levensloop
Jan was de oudste zoon van graaf Hendrik I van Eu uit diens derde huwelijk met Margaretha, dochter van graaf Willem van Sully. Willem was een broer van koning Stefanus van Engeland. Na de dood van zijn vader werd Jan van Eu in 1140 graaf van Eu en heer van Hastings.
Koning Stefanus van Engeland schonk hem de leengoederen Tickhill en Blyth, aangezien hij een afstammeling was van Roger de Busli, de originele eigenaar van deze domeinen. In 1141 verloor Jan deze bezittingen toen hij tijdens de Slag bij Lincoln werd gevangengenomen door Ranulf de Gernon, de vierde graaf van Chester.
In 1148 gaf hij aan bisschop Hilaire van Chichester de domeinen terug die zijn vader tijdens de chaotische regeerperiode van Stefanus van Engeland had bezet. In 1167 moest hij naar Drincourt vluchten toen de troepen van Lodewijk VII van Frankrijk en diens bondgenoot Diederik van de Elzas zijn landerijen binnenvielen.
Net als zijn vader was Jan van Eu in zijn laatste levensjaren monnik in de Notre-Dame-Abdij van Eu. Hij overleed in juni 1170, waarna hij werd bijgezet in de Abdij van Fécamp.
Zijn zoon Hendrik II volgde hem op als graaf van Eu en heer van Hastings.

## Huwelijk en nakomelingen
Jan huwde met Alice, dochter van William d'Aubigny, graaf van Arundel. Ze kregen volgende kinderen:
- Hendrik II (overleden in 1191), graaf van Eu en heer van Hastings
- Robert (overleden in 1191), sneuvelde bij het Beleg van Akko
- Mathilde (overleden in 1212), huwde met Hendrik van Estouteville, heer van Valmont